# 阿波狸屋敷
『阿波狸屋敷』（あわたぬきやしき）は、大映より昭和27年（1952年）2月8日に公開された日本映画。
脚本は『阿波狸合戦』やそのリメイク版である『阿波おどり狸合戦』等、徳島県の民話「阿波狸合戦」を題材として書いている八尋不二。

## キャスト
- 堀雄二（阿波の善長）
- 日高澄子（八汐）
- 沢村晶子（渚姫）
- 花菱アチャコ（鷲の巣山の岩松）
- 清川虹子（乳母のお磯）
- 伴淳三郎（黒主の九郎助）
- 渡辺篤（ふぐ提燈）
- 羅門光三郎（伊予の鱶入道）
- 近衛敏明（高須の隠元）
- 上田寛（章魚の定九郎）
- 東良之助（黒主の九郎兵衛）
- 沢村国太郎（四海波右衛門）
- 寺島雄作（海坊主）
- 本松一成（岩松の子小松）